# نادين (مجلة)
نادين هي مجلة اجتماعية لبنانية أسبوعية تنشرها دار الشرق، منذ عام 1980.

## نقد وقضايا

### قضية غلاف العدد 1838
قضية مجلة نادين، العدد 1838 التي نشرت في الأسبوع الثاني من أبريل 2016، تشير إلى مجموعة من وجهات النظر من قبل مختلف الشخصيات والتعليقات مستخدمي الإنترنت حول صورة الغلاف والعنوان الأول (عنوان رئيسي:في أكبر من هيدا «الصدر»؟) لهذا الرقم. 

أدانت ليال عبود ما نشرته مجلة نادين في الرقم 1838، حيث تم نشر صور تبين صدرها وشكل وجهها مع عبارة «أكبر من هيدا الصدر» علی غلافها استنادا إلى اقتباسها، في حين أنها استخدمت كلمة ''صدر'' التي يمكن أن تكون كناية للضمير والقلب. واتهمت المجلة بمحاولة جذب القراء على حساب التملص والتبسيط في محتوى المجلة.

## شكاوى حول نادين
- نوفمبر 2004: سوزان تميم. [1]
- مايو 2007: نجوى كرم.[4]
- قدم راغب علامة دعوى قضائية ضد نادين، متهما بـ«نشر أخبار كاذبة وتخويف وقذف»[4]
- مايو 2017: شيرين عبد الوهاب.[4]